# Cristo Negro de Portobelo

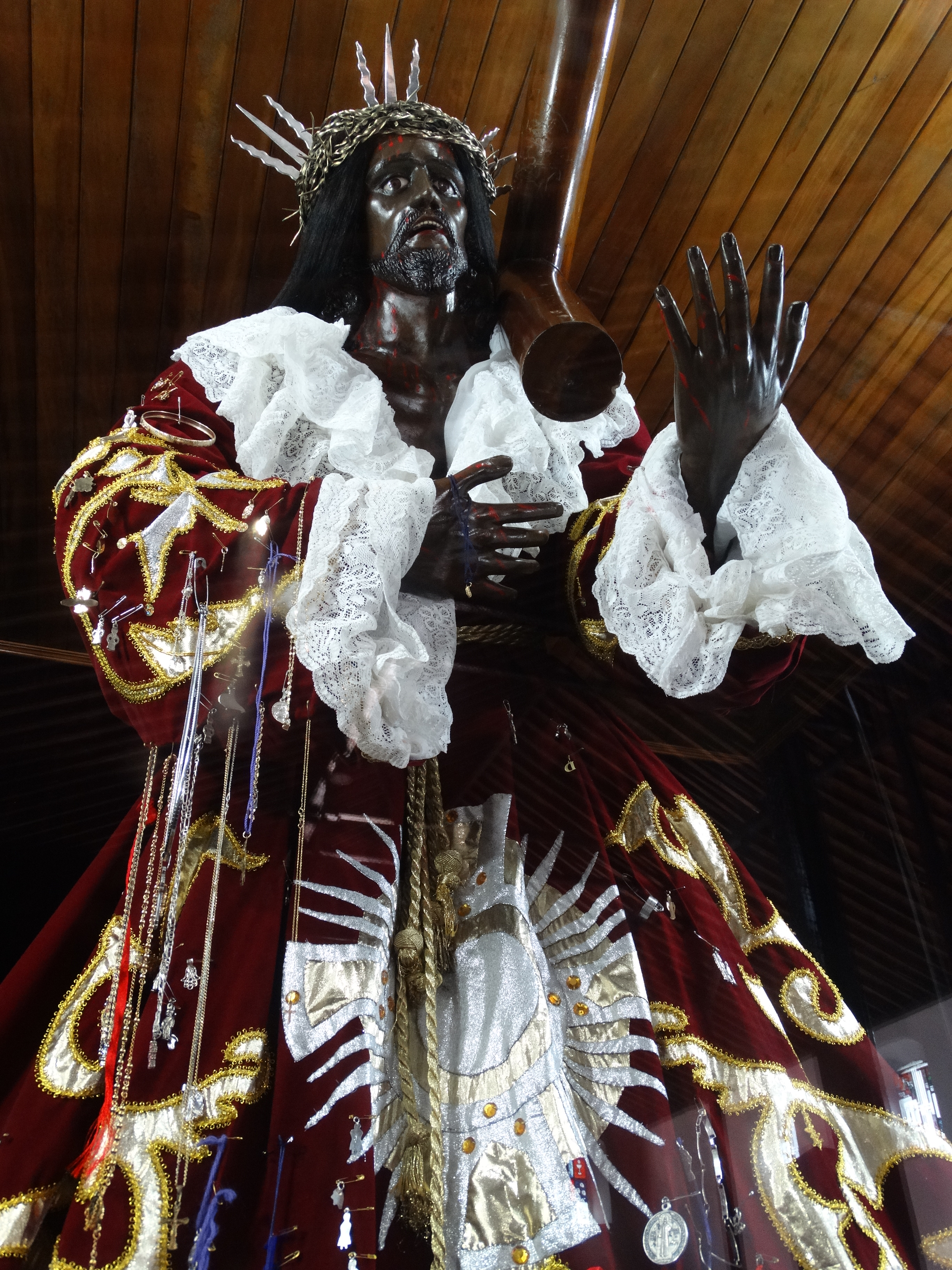
Imagen del Cristo Negro de Portobelo.

El Cristo Negro de Portobelo es una estatua como se cree que pudo haber sido Cristo con tez negra ubicado en Portobelo, provincia de Colón, Panamá. La fe y devoción que manifiesta el pueblo panameño hacia la imagen de este Cristo puede ser evidenciada anualmente cuando, a partir del 15 de octubre, se inician las expresiones devocionales de los peregrinos que se dirigen a Portobelo a rendirle culto a la imagen del Nazareno.
Varias personalidades artísticas se han hecho presentes, como Ismael Rivera, Celia Cruz, Pete "El Conde" Rodríguez, Cheo Feliciano y Gilberto Santa Rosa, entre otros, quienes han sido testigos de la devoción. Razón por la que se ha llamado, al Cristo Negro, el santo de los cantantes de género salsa. Uno de estos cantantes, quien mayormente se sintió agradecido con el Nazareno, fue Ismael Rivera, quien le dedicó el tema titulado El Nazareno.

## Leyendas
Los orígenes de la presencia de esta imagen, en Portobelo, aún siguen siendo desconocidas históricamente. No obstante, los habitantes del lugar relatan tres leyendas que sostienen las razones de dicha presencia:
La caja y la tormenta: 
Algunos cuentan que un barco que se dirigía a Cartagena de Indias, cada vez que intentaba zarpar de Portobelo se desataba una violenta tormenta, obligándoles a regresar al puerto. En el quinto intento, la tripulación estuvo a punto de naufragar, por lo que decidieron aligerar la carga tirando por la borda una enorme y pesada caja que llevaban en su bodega. Luego de esto el barco pudo navegar sin problema. Seguidamente unos pescadores encontraron la caja y cuando la abrieron vieron que era una imagen del Nazareno, llevándola luego al pueblo, la colocaron en la iglesia.
La caja y la epidemia:
Otra de las leyendas cuenta que unos pescadores encontraron una caja flotando en el mar durante una epidemia de cólera, dentro estaba el Cristo y lo colocaron en la iglesia, minutos más tarde el Cristo negro empezó a sudar; los enfermos lo sacaron y cuando les calló un poco del sudor, casi inmediatamente la epidemia se acabó y los enfermos se recuperaron rápidamente.
La equivocación de imágenes:
Una tercera leyenda asegura que la Iglesia ubicada en Taboga (una isla del Pacífico), ordenó la imagen de un Jesús Nazareno a un proveedor en España. Por otra parte, la Iglesia de Portobelo le solicitó al mismo artesano una imagen de San Pedro. Se produjo una equivocación al enviar las imágenes, y el San Pedro terminó en la Iglesia de Taboga y el Nazareno en Portobelo. Todos los esfuerzos que se hicieron para tratar de subsanar la equivocación resultaron infructuosos, pues siempre ocurría algo que impedía al Nazareno abandonar el pueblo. De esta manera la comunidad interpretó las dificultades como un mensaje divino y desistió de la idea de intercambiar las imágenes. Incluso en los gozos dedicados a la devoción cantan: "...En Portobelo te quedaste, como signo de tu amor..."
Es lógico que todas estas devociones estén acompañadas de ciertos mitos, que para la gente es como norma de vida, de tal manera que en las conferencias episcopales, los obispos de cada diócesis y en casos más concretos, los párrocos deben permanecer en silencio, frente a los mitos de la gente con respecto a las devociones, que como tales son aceptadas por la iglesia. 

## Curiosidades
- El Nazareno de Portobelo pose una gran cantidad de túnicas, trajes que le han regalado los fieles en agradecimiento a este moreno de la costa colonense.
- El Cristo Negro posee una enorme cantidad de joyas y de prendas, es el Cristo con más riqueza de todo Panamá y quizás de Centroamérica y el Caribe.
- En la procesión que se da cada 21 de octubre en las calles de Portobelo, el ritmo de la misma es de lado a lado con 3 pasos para atrás y 4 para adelante según el ritmo de la música que se le interpreta al nazareno.
- Parte de las mandas que los fieles le realizan a este cristo esta en arrastrarse desde la entrada del pueblo hasta llegar a la iglesia y por consiguiente a las plantas de la imagen de Jesús nazareno.
- Las flores con las que pasea el nazareno por las calles de su pueblo están hechas con cera de vela lo que permite que estas estén enganchadas a unas velas largas que alumbran a la imagen durante su procesión.